# Michelangelo Buonarroti
Michelangelo di Lodovico Buonarroti Simoni, často označovaný jen jako Michelangelo (6. března 1475 Caprese – 18. února 1564 Řím), byl italský sochař, architekt, malíř, básník a přední představitel vrcholné italské renesance a manýrismu. Jeho nejslavnější díla jsou monumentální socha Davida a malířská výzdoba Sixtinské kaple.
Michelangelo žil a tvořil téměř celé století. Po celý život byl velmi pracovitý, pracoval ještě šest dnů před svou smrtí. Žil v bouřlivých časech, kdy bylo smeteno středověké náboženství a začala reformace. Byl umělcem, který se dokázal této době přizpůsobit a geniálně ji ztvárnit ve svých dílech.

## Život

### Původ
Michelangelo Buonarroti se narodil dne 6. března 1475 v malém městě Caprese (nyní známé jako Caprese Michelangelo) v údolí Valtiberina poblíž Arezza v Toskánsku. Byl jedním z pěti synů v rodině Florenťana Lodovica Di Leonarda Buonarrotiho Simoniho. Jeho otec v době Michelangelova narození od podzimu 1474 po dobu šesti měsíců zastával funkci podesty obce Chiusi della Verna a také správce hradu Caprese. Matka se jmenovala Franceska di Neri di Miniato del Sera a Michelangelo byl jejím druhorozeným synem.
Rodina Buonarroti patřila do florentského patriciátu a nikdo z jejich příslušníků se nevěnoval umělecké kariéře, která nebyla v souladu s jejich postavením. Buonarrotiové totiž zastávali především pozice ve veřejných úřadech. Rodina měla vlastní erb a sponzorovala kapli v bazilice Santa Croce (Florencie).
V době Michelangelova narození však rodina trpěla nedostatkem financí. Funkce podesty byla jen malým politickým úkolem, kterým se otec pro svou rodinu snažil zajistit slušný život. Otec dokonce zchudl tak, že se chystal zbavit svého privilegia florentského občana.

### Dětství (1475–1487)
Již na konci března po Michelangelově narození skončilo otcovi funkční období podesty v Chiusi della Verna. Rodina se proto vrátila zpět do Florencie, ale Michelangelo byl ponechán na rodinném statku v Settignanu a jako novorozeně předán do péče místní chůvy. Settignano bylo městem kameníků. Pískovec odsud, tzv. pietra serena, byl používán k výstavbě ve Florencii. Michelangelova opatrovnice byla dcerou i manželkou kameníka. Michelangelo, později již jako slavný umělec vysvětlil, proč upřednostňuje sochařství před malířstvím. Řekl, že pochází ze země „sochařů a kameníků a že od své chůvy pil mléko smíchané s mramorovým prachem“.
Již v roce 1481, kdy bylo Michelangelovi šest let, zemřela jeho matka. Od Michelangelova narození do své smrti porodila další tři syny. Michelangelovu výuku rodina svěřila humanistovi Francescovi Galateaovi z města Urbino, který jej měl učit gramatiku. On však žádný zájem o humanistické vzdělání nejevil, raději kopíroval obrazy v kostelech a vyhledával společnost jiných malířů. V těchto letech Michelangelo potkal Francesca Granacciho, svého celoživotního přítele, který jej nabádal, aby kreslil.

### Studia (1488–1492)
V dubnu roku 1488 přivedl tehdy třináctiletého Michelangela jeho přítel Francesco Granacci do umělecké dílny Domenica Ghirlandaia, jednoho z nejpopulárnějších florentských umělců té doby. Michelangelův otec byl proti tomu, aby se jeho syn učil malovat, chtěl z něho mít obchodníka. Domenicovi Ghirlandaiovi se ho nakonec podařilo přesvědčit a uzavřel s ním smlouvu na dobu tří let. Již po roce se však Michelangelo neměl co učit. Nadaného patnáctiletého mladíka si brzy povšiml florentský vládce Lorenzo Nádherný a přivedl ho do Medicejského paláce, kde se setkávali významní florentští umělci, literáti a učenci. Michelangelo se stal téměř členem rodiny a žil v paláci až do Lorenzovy smrti v roce 1492. Proslulý dvůr a zahrady Medicejských se tak staly jeho další uměleckou školou, v níž před malířstvím dával přednost sochařství. Mezi jeho první známé sochařské práce patří reliéfy Madona na schodech a Bitva Kentaurů.

### Další život (1492–1564)

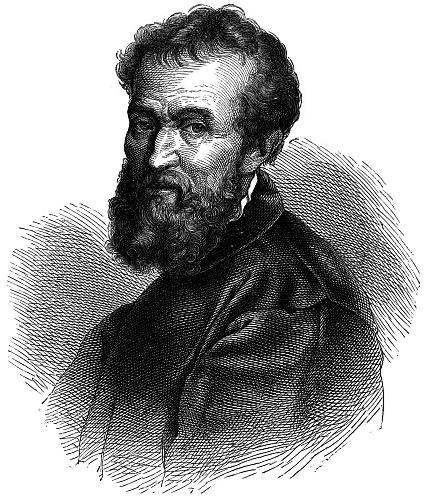
Michelangelo

Po smrti Lorenza Nádherného opustil Michelangelo Medicejský dvůr a vrátil se ke svému otci. V průběhu několika měsíců vyřezal ve florentské bazilice Ducha Svatého dřevěný Krucifix. Bazilika mu za to umožnila provést několik studií anatomie mrtvol z přilehlé nemocnice. Mezi roky 1493 a 1494 zakoupil blok mramoru a vytesal sochu Herkula, která byla poslána do Francie. Dne 20. ledna 1494 Lorenzův dědic Petr Medicejský zadal Michelangelovi postavit sněhovou sochu a Michelangelo se vrátil na Medicejský dvůr. Ve stejném roce však byli v důsledku povstání Girolama Savonaroly Medicejové z Florencie vypuzeni. Michelangelo se přestěhoval do Benátek a později do Boloni.

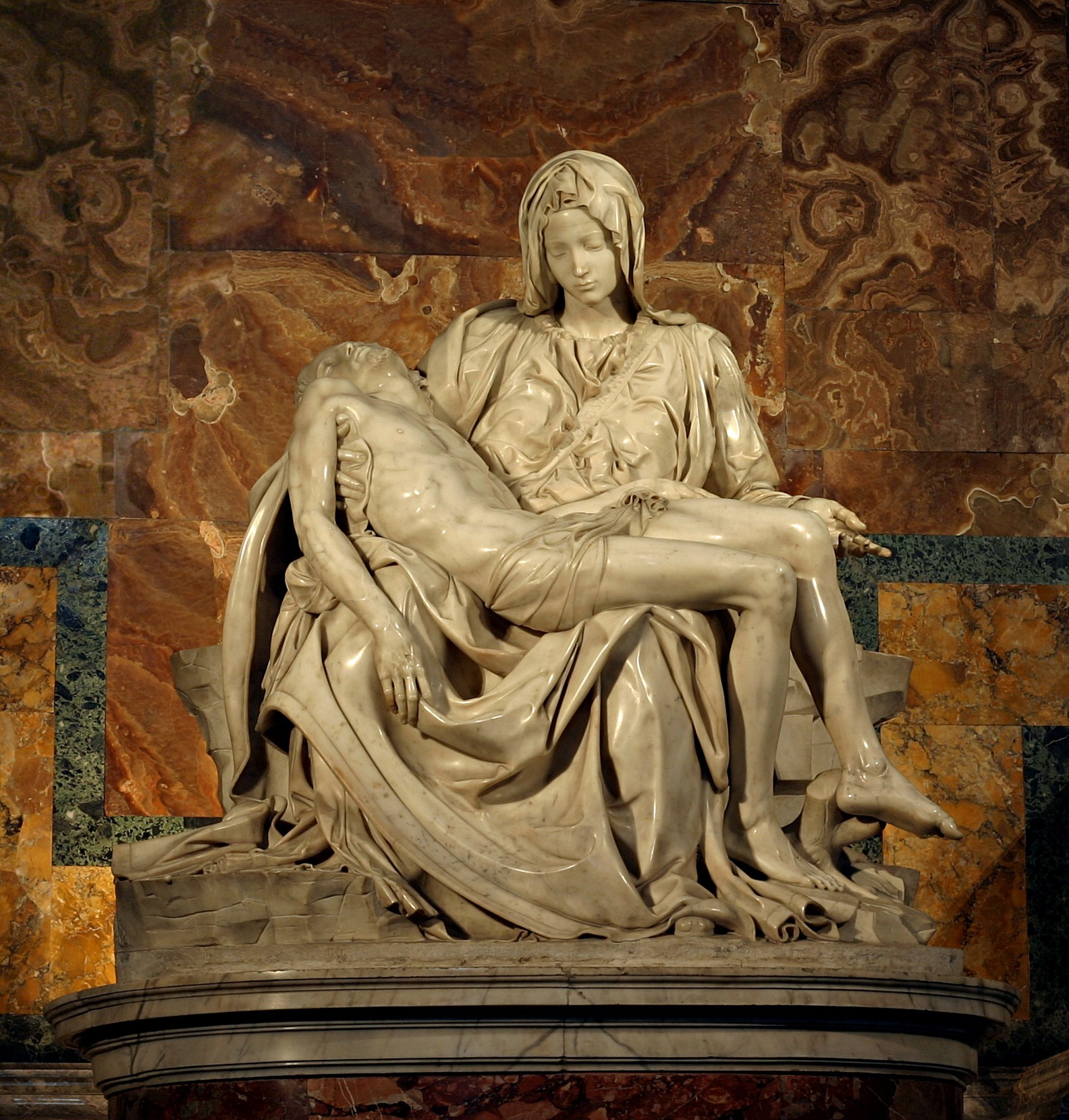
- Michelangelova Pieta, sv. Petr, Vatikán

Poté žil střídavě ve Florencii a v Římě. V roce 1496 Michelangelo odešel do Říma, kde pobýval celých pět let a kde vytvořil jedno ze svých nejznámějších děl – Pietu. Tato socha přinesla mladému umělci věhlas a nové zakázky. Stal se zámožným mužem. Pracoval pro Medicejské i Florentskou republiku, renesanční papeže i nejvýznamnější církevní hodnostáře. Ve dvacátých letech pracoval ve Florencii na stavbě a sochařské výzdobě Medicejské kaple v kostele sv. Vavřince s náhrobky příslušníků rodu. Práce přerušil po vyhnání Medicejů z města během revolučních událostí v letech 1529–1530, kdy byl jmenován generálním komisařem Florentských opevnění. Po jejich návratu dokončil pouze alegorické sochy Západ a Východ slunce, Noc a Den, sedící Madonu s Ježíškem a sochy svatých Kosmy a Damiana. Michelangelo však pociťoval obavy z možných následků kvůli svým sympatiím s republikou. V roce 1534 byl papežem Klementem VII. povolán do Říma k dokončení maleb Sixtinské kaple a odešel natrvalo z Florencie. Byl jmenován nejvyšším architektem, malířem a sochařem papežského paláce. V posledním období svého života se věnoval především architektuře. Byl pověřen dostavbou chrámu sv. Petra a úpravou náměstí Kapitolu, ujal se dostavby paláce Farnese. Jeho poslední sochařskou prací je Pieta Rondanini, kterou již nestihl dokončit.
Michelangelo stál vždy při své rodině a po celý život se staral o svého otce a čtyři bratry. Teprve ve stáří ve svých šedesáti letech se osamostatnil a začal žít s Tommasem Cavalierim. Nikdy se neoženil a neměl děti. Během prací na fresce Posledního soudu se sblížil s básnířkou Vittorií Colonnou.
Na okraj svých skic, v dopisech a zápiscích napsal přes šedesát básní a veršů. Vznikaly hlavně v druhé polovině jeho života pod tlakem skutečných zážitků a životních okolností. Odráží se v nich také citový život (vztah k Tommasovi Cavallerimu, Vittorii Colonně). Vydal je až šedesát let po umělcově smrti jeho prasynovec Michelangelo mladší.
Michelangelo Buonarroti zemřel dne 18. února 1564 ve věku 88 let. Byl pohřben v kostele Santa Croce ve Florencii.

## Významná díla
Michelangelo byl geniálním umělcem, posedlým hledáním dokonalosti a snahou dokázat, že je nejlepší. Disponoval bohatou představivostí a podobu svých děl měl promyšlenou dříve, než na nich začal pracovat. Velkou péči věnoval také výběru kamene. Nejednou se proto stalo, že dílo, s nímž nebyl spokojen a nedokázal je zhotovit podle svých představ, zničil nebo poškodil.

### David

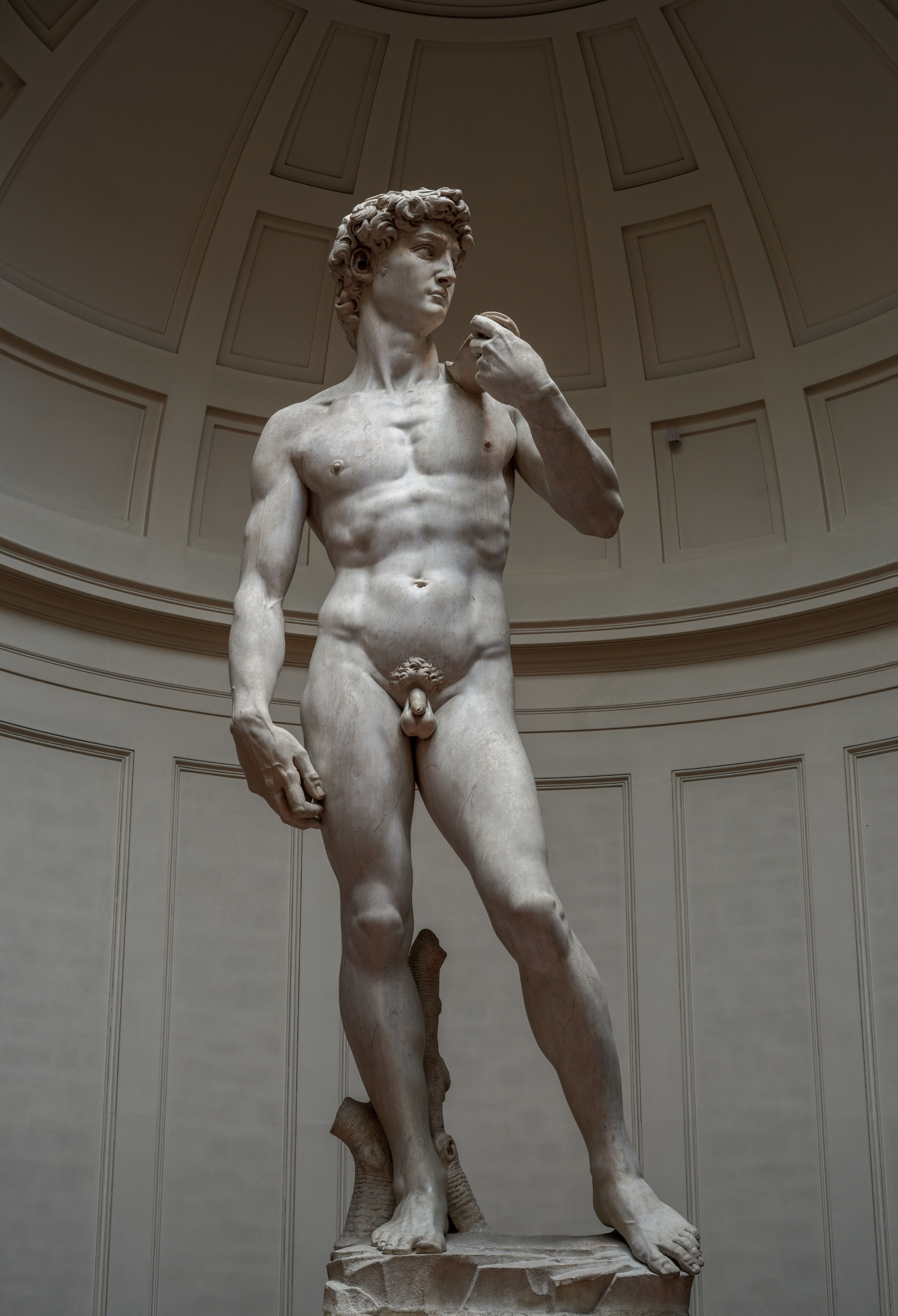
David, mramorová, přes 4 metry vysoká socha od Michelangela

Po vyhlášení Florencie republikou se v roce 1501 Michelangelo vrátil z Říma zpět domů do Florencie. V roce 1504 dokončil sochu Davida, která se od dob antiky stala prvním aktem vystaveným na veřejném místě, a to právě ve Florencii. V soše Davida Michelangelo spojil klasické proporce antiky a vliv renesance, přesně v souladu s tehdejšími estetickými teoriemi.
Michelangelo byl velmi pečlivý ve výběru materiálu na svá díla. Mramorové bloky si často jezdil vybírat do dolů v Carraře, mnohdy je osobně v lomu i těžil. Výjimkou byla socha Davida. Pro ni zpracoval kamenný blok nevhodných rozměrů (5 m vysoký o základně 1×1 m) s mnoha kazy a usazeninami. Tento blok stál 40 let bez využití před florentskou katedrálou. Dva sochaři se neúspěšně pokusili vytvořit z něj sochařské dílo. Teprve Michelangelovi se podařilo po dvou a půl letech práce roku 1504 dokončit sochu Davida. Tato socha svého tvůrce proslavila a zajistila mu nesmrtelnost. Za toto dílo dostal sochař 900 zlatých dukátů, což prý bylo víc, než vydělal Leonardo da Vinci za celý život.

### Náhrobek papeže

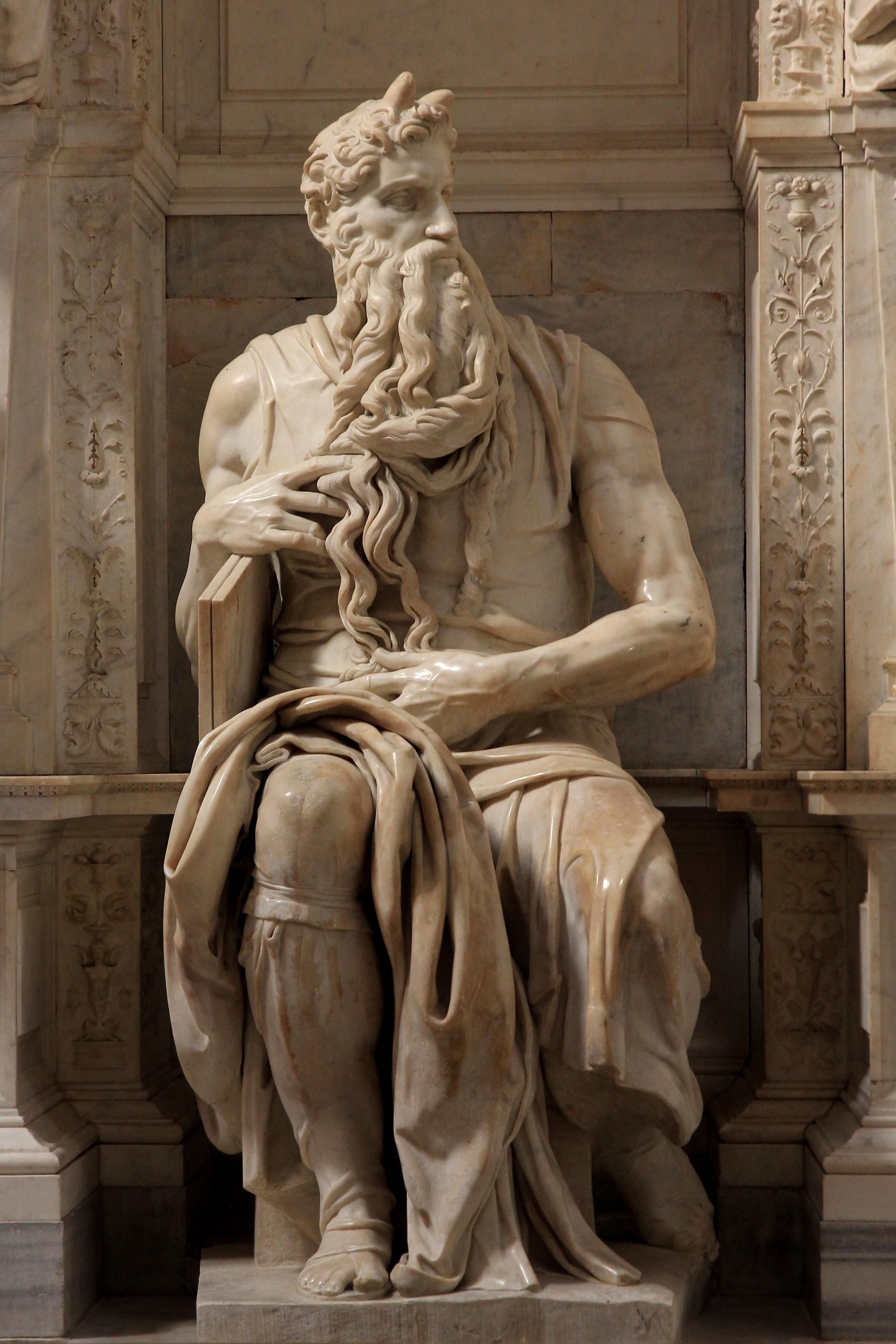
Socha Mojžíše v bazilice svatého Petra v řetězech, Řím

V roce 1505 papež Julius II. povolal Michelangela do Říma a oficiálně ho najal na pět let. Měl pro něj vybudovat monumentální náhrobek. Michelangelo vypracoval návrh náhrobku s rozměry 6,9×10,8×7,2. Návrh obsahoval čtyřicet soch v životní velikosti. Michelangelo se ihned pustil do práce, ale papež náhle změnil plány a práce na náhrobku odložil, chtěl nejprve vybudovat pro svůj náhrobek důstojné sídlo. Michelangelo se marně snažil získat práci zpět, až byl násilně vyhozen z paláce a musel utéct z Říma do Florencie.
Po smrti papeže Julia II. byl novým papežem zvolen Giovanni Medicejský (Lev X.). Ten znal velmi dobře talent Michelangela a v letech 1513 až 1534 ho najal do svých služeb. Požadoval po něm tolik práce, že na náhrobek neměl Michelangelo čas. Již v roce 1516 musel podepsat s dědici Julia II., kteří po něm požadovali dokončení náhrobku, novou smlouvu na mnohem menší náhrobek než v předchozí smlouvě. Ani tato smlouva nebyla dodržena a Juliův náhrobek tak nikdy nebyl dokončen, neboť Michelangelo stihl udělat pouhých šest soch (Mojžíš, otroci). 

### Sixtinská kaple

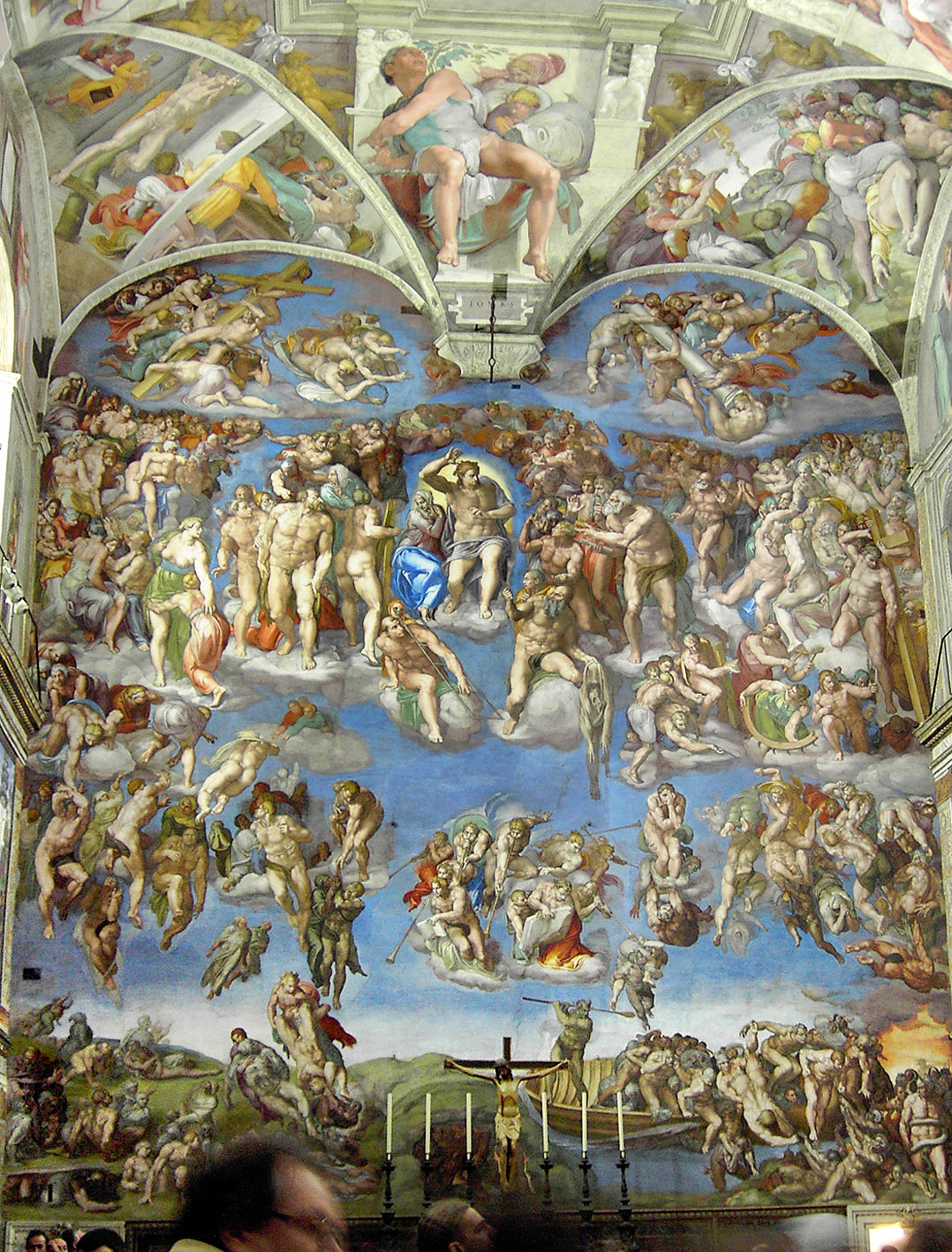
- Freska Poslední soud v Sixtinské kapli

V roce 1508 dostal Michelangelo od papeže, Julia II., monumentální úkol. Měl vyzdobit freskami strop Sixtinské kaple. Michelangelo, přestože se cítil být především sochařem, tuto zakázku přijal. Rychle pronikl do freskařství a začal pracovat s nevšedním elánem. Od papeže dostal volnou ruku a mohl namalovat motivy, které si sám vybral. Zvolil si biblické scény a začal malovat od východní strany kaple. Papež ho často v kapli navštěvoval a radil mu s postavami a barevností. Jeho prací byl zcela okouzlen. Dílo bylo dokončeno po pěti letech práce v roce 1512 a obsahovalo více než tři sta postav. Na devíti klenebních polích stropu jsou zachyceny biblické scény od stvoření nebe a země, přes stvoření Adama, stvoření Evy z Adamova žebra, prvotní hřích Adama a Evy, Noemova oběť, potopa, Noemova archa a smrt.
Další zakázkou pro Michelangela bylo provedení malby na zadní stěně kaple. Během sedmi let od roku 1536 až do roku 1543 na ní sám bez pomocníků namaloval Poslední soud. Tento námět vybral papež jako varování věřícím, aby setrvali ve víře v období reformace. Freska zobrazuje ve třech pásech od zdola zemřelé ctnostné i hříšné vstávající z hrobů, ve středním hlavním pásu je Kristus obklopen vyvolenými, Pannou Marií, apoštoly a mučedníky. Nejvýše ve dvou lunetách se vznášejí osoby nesoucí nástroje Kristova umučení: kříž a sloup, u něhož byl bičován.
Práce na výzdobě Sixtinské kaple byla pro Michelangela velmi obtížná, neboť se jako sochař, který se stal na mnoho let malířem, potýkal s mnoha problémy. Popsal je ve svém sonetu:

Vousiska k nebi, vyvrácený týl,

na samém hrbu, prsa ptačí stvůry,

a jak ten štětec pořád stříká shůry,

už mi tvář celou štědře vydláždil.

...

A proto braň se, můj milý,

mé němé dílo a mou pověst s ním:

já nejsem malíř a sem nepatřím...

Michelangelo

### Svatopetrský chrám
Všestranný Michelangelo se proslavil i jako architekt. Jeho nejdůležitějším architektonickým úkolem byla od roku 1546 pozice hlavního architekta basiliky sv. Petra v Římě. Michelangelovi bylo v té době sedmdesát jedna let a práce na tomto úkolu způsobila, že se do konce života nevrátil do Florencie. Na basilice sv. Petra již pracovalo mnoho jeho předchůdců. Michelangelo převzal originální Bramantův plán, který pro svoje účely zjednodušil. Dožil se však pouze dokončení hlavní kupole s řadou dvojitých sloupů. Roku 2007 byla ve Vatikánských archivech nalezena dosud neznámá skica basiliky sv. Petra, kterou Michelangelo nakreslil červenou křídou. Je raritou nejen kvůli době, kterou strávila v archivech, ale hlavně proto, že Michelangelo všechny svoje architektonické návrhy na sklonku života zničil.

## Dílo

### Sochařství
- Pieta (bazilika sv. Petra, Vatikán, 1498–1499)

- David (Galleria dell'Academia, Florencie, 1501–1504, kopie: Náměstí signorie, Florencie)

- Vzkříšený Ježíš (chrám Santa Maria sopra Minerva, Řím)
- Mojžíš (součást náhrobku papeže Julia II., chrám San Pietro in Vincoli (Řím), 1514–1516)
- Pieta s Josefem Aritmatejským (Museo dell'Opera del Duomo, Florencie – nedokončená)
- Pieta di Palestrina (Galleria dell'Academia, Florencie)
- Pietà Rondanini (Civiche Raccolte d'Arte del Castello Sforzesco, Milán – poslední Michelangelovo dílo, nedokončená)

### Malířství
- Manchesterská madonna (1497)
- Bitva u Casciny (cca 1500, studie Muž s vlajkou)
- Stvoření světa (Sixtinská kaple, Vatikán – nástropní freska, 1508–1512)
- Poslední soud (Sixtinská kaple, Vatikán – freska na oltářní stěně, 1536–1541)
- Svatá Rodina – Doni Tondo (Galleria degli Uffizi, Florencie)

### Architektura
- Bibliotheca Medicea Laurenziana (Florencie)
- Nová sakristie kostela San Lorenzo (Florencie – architektura a sochařská výzdoba)
- Kapitolské náměstí (Řím)
- Palác Farnese (Řím, dokončení 2. patra)
- Bazilika sv. Petra ve Vatikánu (ústřední prostor a projekt kopule chrámu, 1547–1564)

## Ve filmech a dokumentech
- krátký italský film Rolla e Michelangelo, režisér Romolo Bacchini (1909)
- německý dokument Das Leben Eines Titanen, režisér Curt Oertel (1938)
- dokument The Titan: Story of Michelangelo, zkrácená verze zmíněného dokumentu Curta Oertela (1950)
- historický, celovečerní film Ve službách papeže (1965)

## Galerie

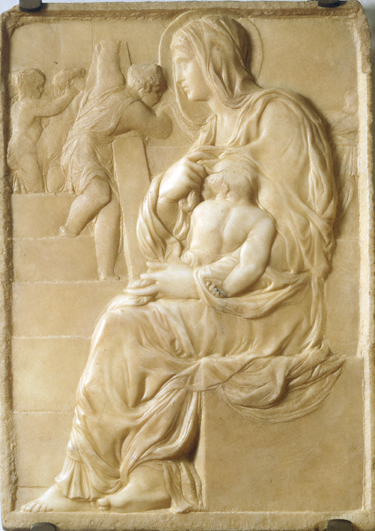
Madona (kol. 1491)
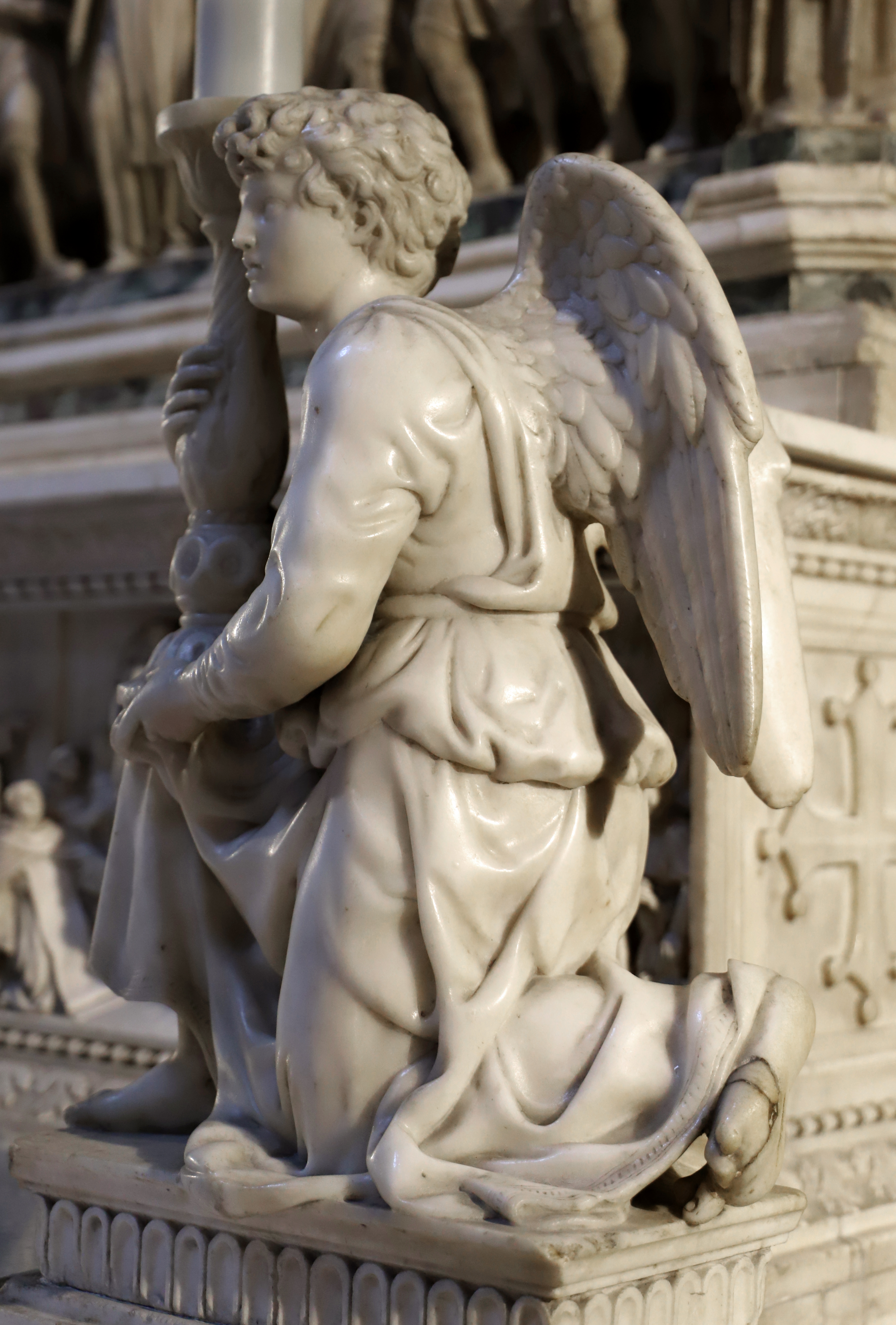
Anděl (1494, Bologna)
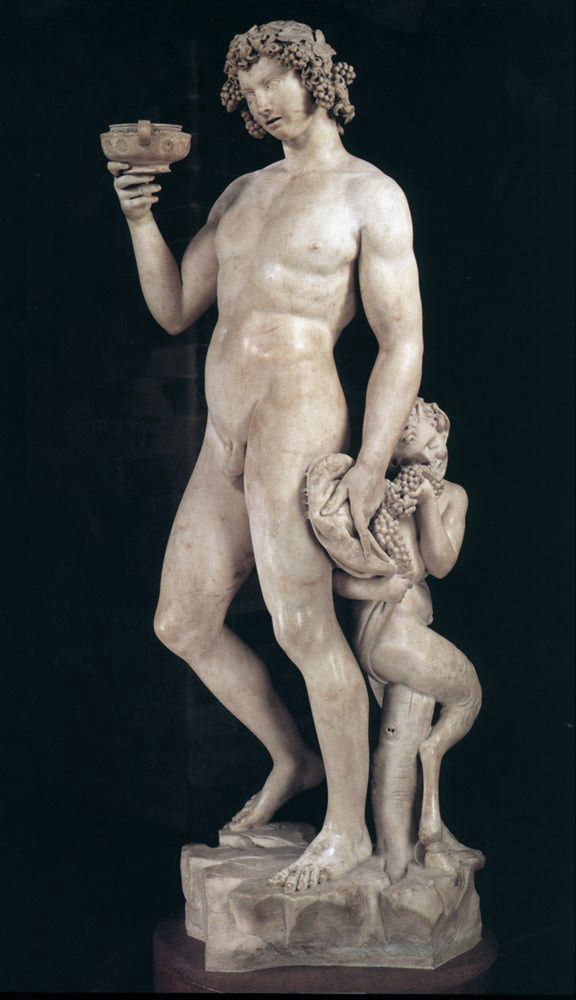
Bakchus (1497)
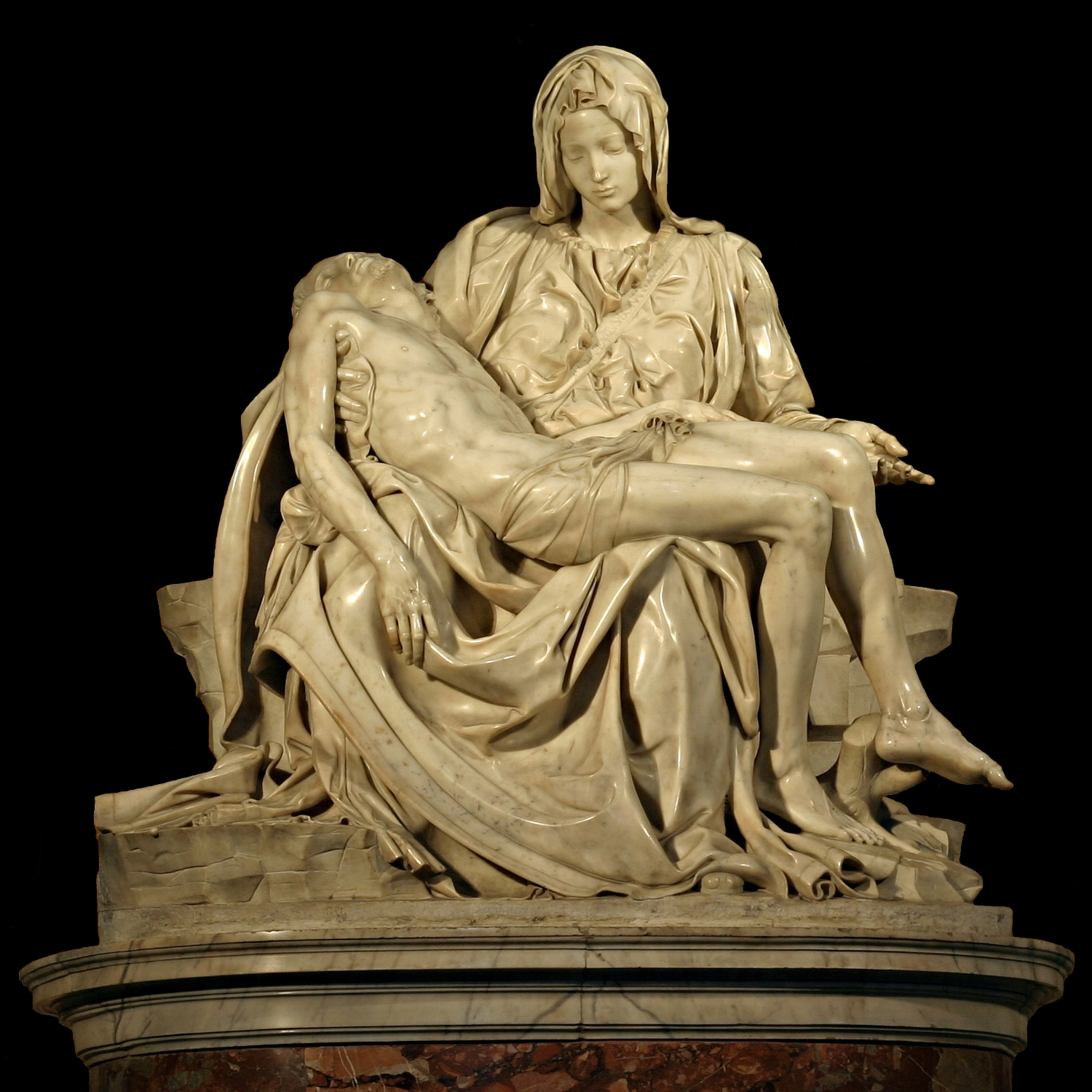
Pieta (1498–1500)
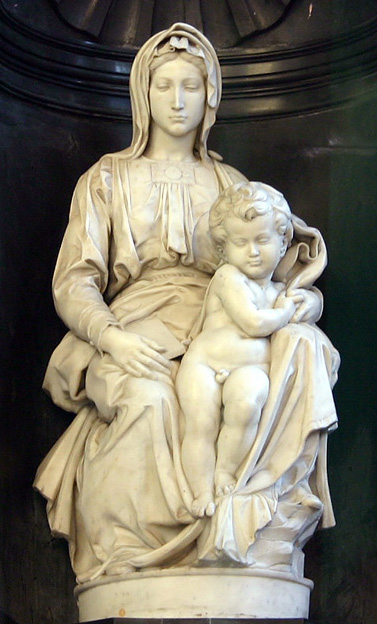
Madonna (1504, Bruggy)
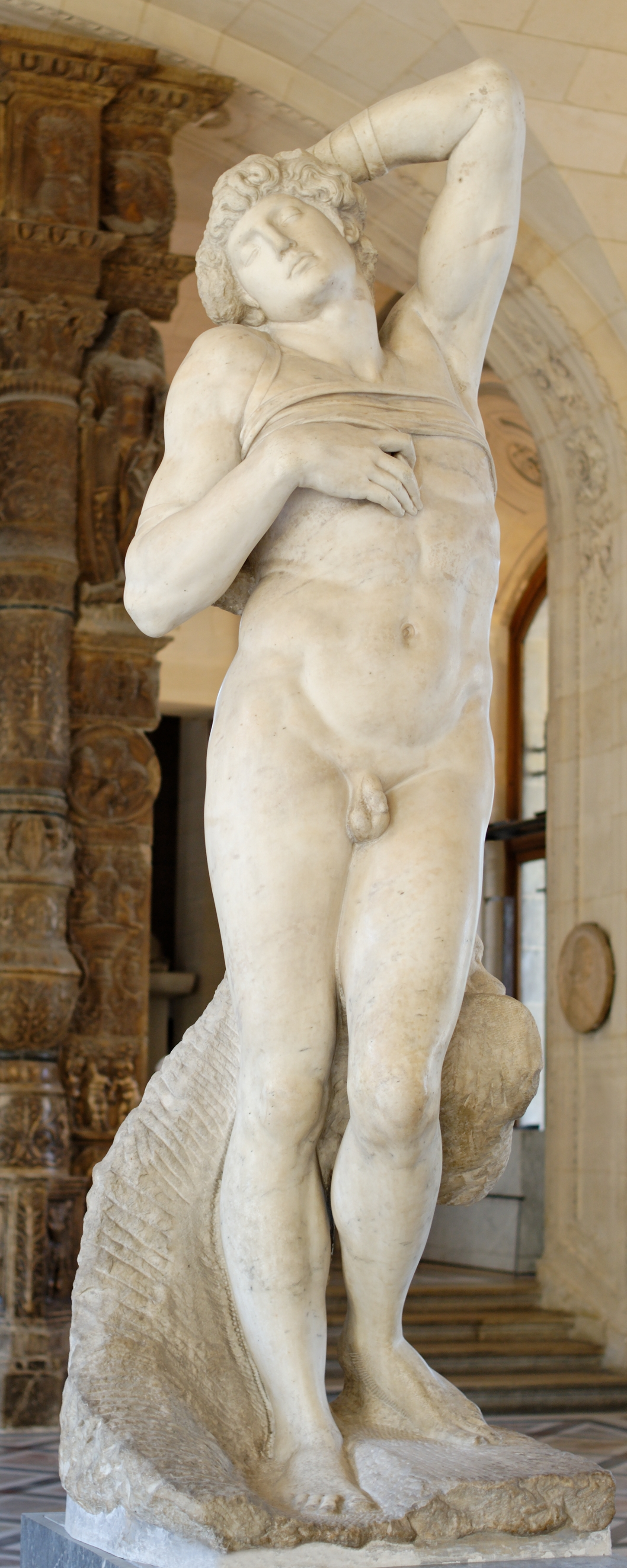
Umírající otrok (1513–1516)
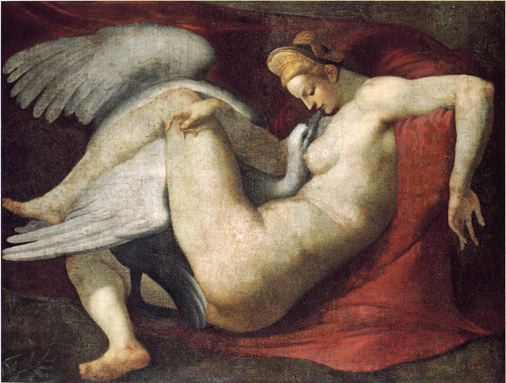
Léda (po 1530)
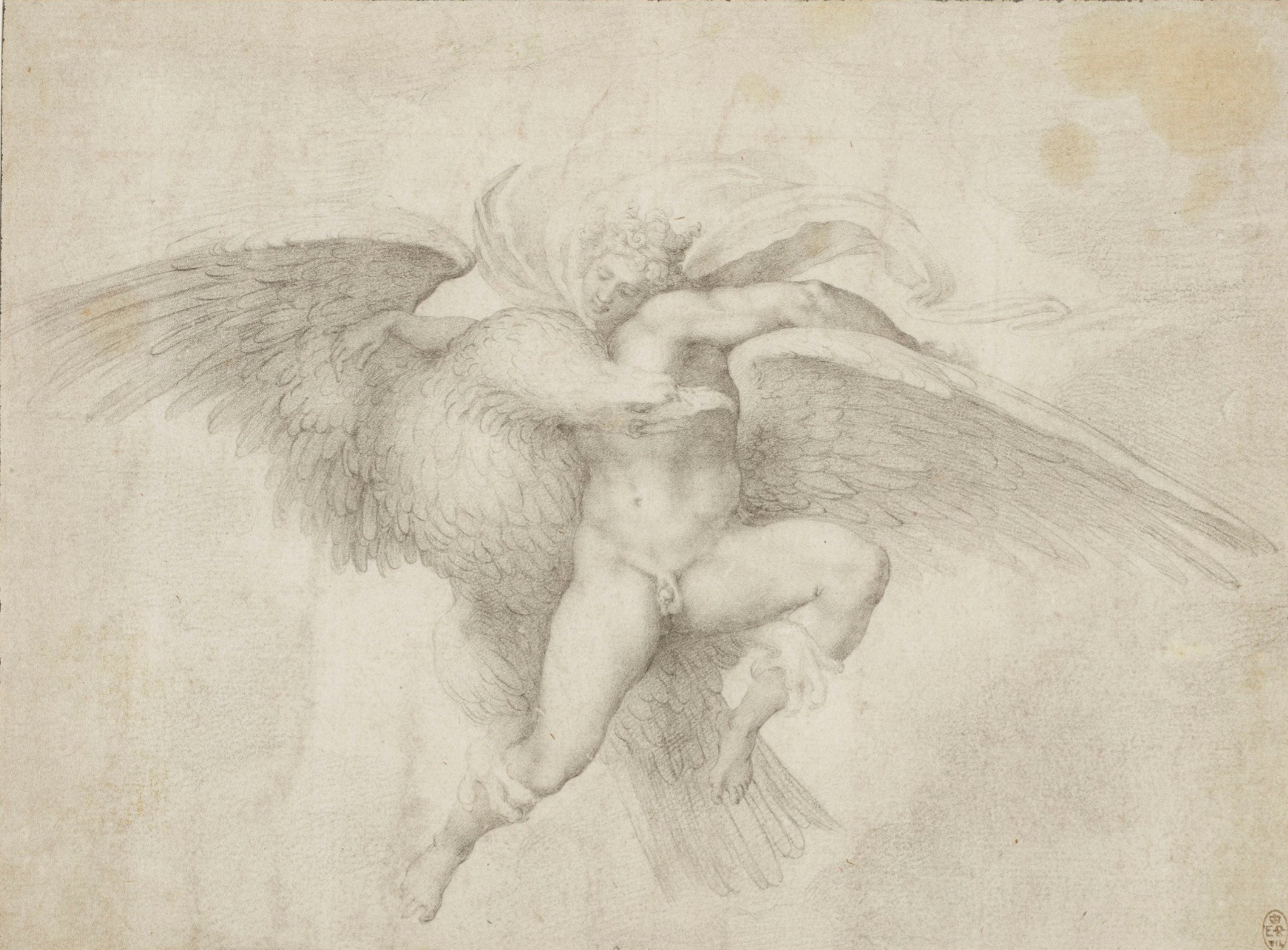
Ganymédés (1532, kopie)
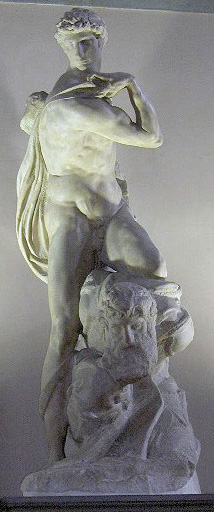
Vítězství (1532–1534)
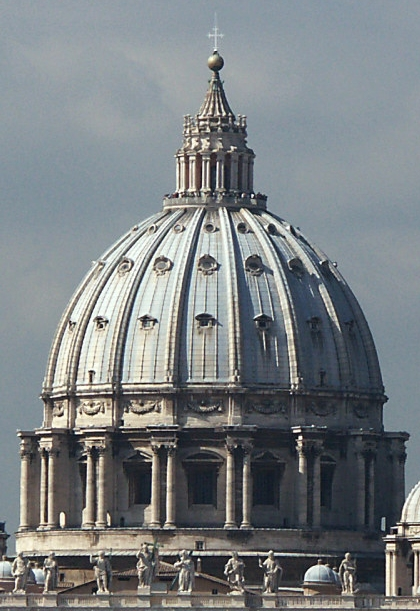
Kopule svatopetrské baziliky (projekt 1547–1564)